# آناتول لیتواک
میخائیل آناتول لیتواک که با نام آناتول لیتواک (انگلیسی: Anatole Litvak؛ ۲۱ مهٔ ۱۹۰۲ – ۱۵ دسامبر ۱۹۷۴) شناخته می شود کارگردان و تهیه‌کننده اهل ایالات متحده آمریکا زاده روسیه بود.
او آموزش تئاتر را در سن 13 سالگی در پتروگراد روسیه (که اکنون به سنت پترزبورگ معروف است) آغاز کرد.
لیتواک به این مساله شهرت داشت که باعث مشهور شدن بازیگرهای ناشناس می شود و گمان می‌رود که در برنده شدن جوایز اسکار چندین بازیگر نقش داشته باشد.
او در سال 1936 فیلم مایرلینگ را کارگردانی کرد، فیلمی که بازیگران فرانسوی شارل بویر و دانیل داریو را به ستارگان بین‌المللی تبدیل کرد.
او با ساخت فیلم گودال مار (1948) باعث شد اولیویا دی هاویلند نامزد اسکار بهترین بازیگر زن بشود.
آناتول لیتواک در سال 1956 با ساخت فیلم آناستازیا باعث شد اینگرید برگمن، ستاره سوئدی محبوبیت از دست رفته خود را به دست بیاورد و برنده دومین اسکار خود برای بازی در این فیلم بشود. 
در طول جنگ جهانی دوم، او با فرانک کاپرا فیلم‌های مستند، از جمله فیلم‌های «چرا می‌جنگیم» را ساخت و کارگردانی کرد.
نبرد روسیه (1943) به کارگردانی انفرادی او جوایز متعددی را از آن خود کرد و نامزد جایزه اسکار شد. به دلیل توانایی لیتواک در صحبت کردن به روسی، آلمانی و فرانسوی، او بر فیلمبرداری فرود در نورماندی در نبرد نورماندی نظارت داشت.

## بخشی از فیلمشناسی
- خواهران (فیلم ۱۹۳۸) (۱۹۳۸)
- همه اینها به اضافه بهشت (۱۹۴۰)
- متأسفم، شماره اشتباه است (۱۹۴۸)
- گودال مار (۱۹۴۸)
- تصمیم قبل از شفق (۱۹۵۱)
- دریای عمیق آبی (فیلم ۱۹۵۵) (۱۹۵۵)
- آناستازیا (۱۹۵۶)
- آناستازیا (۱۹۵۶)
- سفر (۱۹۵۹)
- پنج مایل مانده به نیمه‌شب (۱۹۶۲)
- شب ژنرال ها (1967)